# Lista coverów piosenek L’Arc-en-Ciel
Artykuł przedstawia listę coverów piosenek japońskiego zespołu L’Arc-en-Ciel. Nagrany cover album grupy zatytułowany Tribute został wydany 10 kwietnia 2012 roku. Zrealizowano także tribute album Vivid Covers 13 czerwca tego samego roku z okazji dwudziestolecia istnienia grupy.

## Oficjalne covery piosenek zespołu
Lista coverów na kompilację L’Arc~en~Ciel TRIBUTE
1. Vince Neil – Blurry Eyes[1]
2. Orianthi – NEO UNIVERSE[1]
3. TLC – RAINBOW ( Niji)[1]
4. Eric Martin, John 5 –  HONEY[1]
5. Zebrahead – READY STEADY GO[1]
6. Boyz II Men – snow drop[1]
7. Maxi Priest – Vivid Colors[1]
8. Michael Monroe – HEAVEN’S DRIVE[1]
9. Daniel Powter – STAY AWAY[1]
10. Clémentine – flower[1]
11. Polysics – SEVENTH HEAVEN[1]
12. Sid – Shout at the Devil[1]
13. Hemenway – Caress of Venus[1]
14. Totalfat – Driver’s High[1]

Lista coverów na kompilację Vivid Covers: A 20th Anniversary Tribute To L’Arc~en~Ciel 
1. Keshiki – Niji[2]
2. Lemon Drop Kick – New World[2]
3. LF -Laissez Faire- feat. Dimension – DIVE TO BLUE[2]
4. Caffe-in – Flower[2]
5. akai SKY – DAYBREAK’S BELL[2]
6. Howling In Redemption – AS ONE[2]
7. Unshin – Sunadokei (jap. 砂時計)[2]
8. Kaoru Enjoji – あなた[2]
9. Vaeidos – Stay Away[2]
10. $eiji – Blurry Eyes[2]
11. Poel – Lies  and Truth[2]
12. Orochi – Dune[2]
13. Garnet Wolf – Coming Closer[2]